# Custódio Francisco de Campos
Custódio Francisco de Campos (São José, 12 de novembro de 1895 — Florianópolis, 7 de fevereiro de 1969) foi um advogado provisionado, jornalista e escritor brasileiro.

## Academia Catarinense de Letras
Foi membro da Academia Catarinense de Letras (ACL) e do Instituto Histórico e Geográfico de Santa Catarina.